# AD Studio
AD Studio é uma produtora de vídeos e áudio fundada em 2002, localizada na cidade de São Paulo.
O estúdio que nasceu como um projeto pessoal de Jarbas Agnelli é um aglomerado eclético de talentos, incluindo motion designers, animadores, ilustradores, finalizadores e músicos. 
A idéia surgiu quando Jarbas era ainda diretor de arte na W/Brasil, onde trabalhou por 13 anos, e começou a produzir em casa os filmes que criava na agência, do design à trilha sonora. 
Com um grupo de amigos expandiu o pequeno estúdio e fez alguns vídeo clipes desbravadores e tecnicamente originais, premiados na MTV brasileira. 
O grupo cresceu e amadureceu como uma empresa diferenciada, produzindo, pós-produzindo e fazendo a trilha sonora de dezenas de comerciais para as maiores agências de publicidade do Brasil.

## Principais Prêmios
- Cannes 2005 (Leão de Ouro) “Azarado“, Kleenex[1], JWT
- Cannes 2006 (Leão de Bronze) “Copo”, Schincariol[2], LewLara

- Cannes 2012 (2 Leões de Bronze, em Film e Craft) “Is the New”, Follow[3], DM9DDB

- Clio 2002 (Ouro) “Beethoven, Tubarão, New York New York”[4], fnac
- Clio 2006 (Ouro) “Azarado“, Kleenex,[1] JWT

- Gunn Report 2002 (Prata) “Beethoven, Tubarão, New York New York”, fnac
- Andy Awards 2002 “Beethoven, Tubarão, New York New York”, fnac
- Cannes New Directors Saatchi & Saatchi 2003 Jarbas Agnelli
- Festival de NY 2006 (Ouro) “Azarado“, Kleenex, JWT

- Festival de NY 2012 (ouro) “Mulher de Fases”, HBO
- Sino de Prata Festival Espinho 2005 “Favela“, Akatu, Leo Burnett

- El Ojo de Ibero America 2004 (Ouro) “Favela“, Akatu, Leo Burnett
- El Ojo de Ibero America 2005 (Prata) “Azarado“, Kleenex, JWT
- El Ojo de Ibero America 2005 por país (Ouro) “Azarado“, Kleenex, JWT
- El Ojo de Ibero America 2005 (Ouro) “Números“, Nokia, LewLara

- Profissionais do Ano 2003 “Beethoven, Tubarão, New York New York”, fnac, W/Brasil
- Profissionais do Ano 2004 (Grad Prix) “Minuto”, VISA, Leo Burnett
- Profissionais do Ano 2007 “Abobora“, Suco Mais, NBS

- Voto Popular About 2004 – (Grand Prix): “Lua 2“, Topper, LewLara
- Voto Popular About 2009 (Ouro) “Verdades“, Senac, DPZ
- 4º Prêmio M&M/Folha (Top 10) “Favela“, Akatu, Leo Burnett
- 4º Prêmio M&M/Folha (Bronze) “Números“, Nokia, LewLara
- 38º Prêmio Colunistas 2005 (Ouro) “Who let the dog’s out?“, VW, Almap

- MTV VMB 2002 (Melhor Direção e Melhor Direção de Arte) Clipe “Instinto Coletivo”, O Rappa
- MTV VMB 2005 (Melhor Direção de Arte) Clipe “Anormal”, Pato Fu
- M&M Melhores Diretores do País 2011 – Melhor Diretor de Efeitos Especiais: Jarbas Agnelli[5]

- Top 25 YouTube Play Guggenheim 2010 “Birds on the Wires[6]“